# Hawkshead
Hawkshead är en by och en civil parish i Cumbria, England. Orten har 589 invånare (2001).